# Barcarola
La barcarola è una composizione vocale o strumentale, usata da barcaioli e gondolieri, più spesso come componimento vocale (Canzone da battello). In seguito il termine è passato a indicare un brano che ricorda l'ambiente marinaresco con un ritmo uniforme della parte bassa, quasi ostinato, che sembra evocare il moto lento delle onde e l'ondeggiare dell'imbarcazione.
È caratterizzata da:
- tempo ternario generalmente di 6/8, 9/8 o 12/8
- movimento moderato o lento

È utilizzata nella musica da camera e nell'opera, ma anche in composizioni per strumento solista come il pianoforte.

## Barcarole celebri
- Barcarola in Fa diesis maggiore, op. 60 di Fryderyk Chopin
- Barcarola Belle nuit, ô nuit d'amour, dall'Atto III dell'opera Les contes d'Hoffmann (I racconti di Hoffmann) di Jacques Offenbach
- Barcarola Romanze senza parole, op. 19 n. 6; op. 30 n. 6; op. 62 n. 5 di Felix Mendelssohn
- Barcarola Io son ricco e tu sei bella, dall'Atto II, scena I dell'opera L'elisir d'amore di Gaetano Donizetti
- Barcarola dal Guglielmo Tell di Gioachino Rossini
- Barcarolle in La maggiore per chitarra sola dalla raccolta Récréation du Guitariste, Op. 51 n. 4 di Napoléon Coste
- Barcarola Le stagioni: Op. 37 e Giugno: barcarola di Pëtr Il'ič Čajkovskij
- Barcarola in sol minore, op. 10 n. 3 dai Morceaux de salon di Sergej Vasil'evič Rachmaninov